# Sven Dahlkvist
Sven Anders Peter Dahlkvist, mer känd som Dala, föddes den  30 maj 1955 i Gagnef, Dalarna, Sverige och var en allsvensk fotbollsspelare för AIK och Örebro SK. Han spelade först som forward men omskolades till mittback. Han har spelat i det svenska fotbollslandslaget och vann guldbollen 1984, priset som delas ut till Sveriges bästa fotbollsspelare.
Han kom till AIK 1974 och var egentligen en spelare som ingen trodde på, men som växte och blev en av AIK:s största spelare genom tiderna. Dahlkvist började som forward, men omskolades till mittback och det var då han nådde sin främsta framgångar. Under AIK:s darriga år i slutet av 1970-talet och i början av 1980-talet så var det "Dala" som var ledargestalt och tog laget genom denna tid. Han hann med att spela 39 A-landskamper, vilket är rekord för AIK-spelare (under den tid de har spelat i AIK). Ett bevis på Dahlkvists stora betydelse för AIK denna tid var att han mellan åren 1976 och 1987 bara missade två tävlingsmatcher, båda på grund av sjukdom.
År 1988 gick han till Örebro SK och spelade där resten av sin spelarkarriär, till 1992. Men redan 1991 blev han klubbdirektör i klubben fram till 1999,  han var även tränare 1993 till 1999 i Örebro. 2001 började han som tränare i klubben Eskilstuna City, men gick bara något år senare till Hidingsta IK där han var ordförande.
Han är far till fotbollsspelaren Lisa Dahlkvist.

## Biografi

### Inledande år
Sven Dahlkvist föddes den 30 maj 1955 i Gagnef i Dalarna, mellan Borlänge och Leksand. Det var i Gagnef han växte upp. 
"Dala" hade ett stort intresse för idrott och spelade ishockey, hockey-bockey och undervattenspolo, och åkte även skidor, spelade tennis och bordtennis och tävlade i terränglöpning - och så spelade han fotboll, vilket kom att bli den gren han blev bäst i. Redan som 14-åring debuterade han i Gagnefs IF:s A-lag i Division 6 och blev ordinarie året därpå, när han var 15. Under fem år, 1970 till 1974 blev Dahlkvist lokalt känd som en farlig målskytt. Buden ramlade in, från bland annat IK Brage, Falu BS och Åtvidabergs FF. Till slut kom även ett bud från AIK och det tackade Dahlkvist ja till - mycket tack vare hans tränare som rådde honom att avvakta med anbuden.
1974 var han nere och spelade i Stockholm fem gånger. Han gjorde många mål på träningarna, men det var fortfarande lite tveksamt om AIK skulle erbjuda honom ett kontrakt. Men efter ständiga påtryckningar från Gagnef IF:s dåvarande tränare fick Dahlkvist till slut spela i AIK. Han fick ett 2-årskontrakt med 200 kronor i månaden samt ett arbete på Folksam.
Dahlkvist hade tilldelats en etta på Ängkärrsgatan i Solna, samma etta som Kurt Hamrin en gång bott i 20 år tidigare. Men som dalmas från en liten by var han vilse i storstaden. Han fick skjuts till jobbet på Folksam, men inte hem - då fick han ta tunnelbana, en sak som gjorde Dahlkvist lite rädd. Han fick stanna och fråga om hur man skulle åka för att komma hem och till AIK:s träningar - som var mycket hårdare än de han var van vid, vilket gjorde så att så fort han kom hem somnade han snabbt.
Tränaren, vid namn Keith Spurgeon, var inte övertygad om Sven Dahlkvists kvaliteter och hur bra han var och menade ofta att han inte var ett bra köp. Men efter några månaders träning började Dahlkvist förbättras märkbart och Spurgeon började få upp ögonen för honom.
Våren 1975 fick Sven Dahlkvist följa med på ett träningsläger i Danmark - det var endast A-truppen (där han inte spelade) och några lovande talanger som fick följa med på detta läger. Det var också våren 1975 som han fick göra allsvensk debut. Den 20 april mötte AIK GIF Sundsvall och Dala fick hoppa in i 79:e matchminuten. Men det var en annan debutant som hamnade i rampljuset - nämligen Ove Nilsson som gjorde två mål mot GIF Sundsvall.
1976 fick AIK en ny tränare, vilket var mindre bra för Sven Dahlkvist. Tränaren var Lars-Oskar Nilsson som tyckte att Dala var för dålig och gav honom aldrig chansen. Men han fick dock en chans i Thorsten Cup mot Djurgårdens IF. I halvtid ledde Djurgården med 2-0, och på grund av brist på avbytare fick Nilsson slänga in Dahlkvist - som gjorde 2-2-målet i matchen som slutade just 2-2. Tidningarna skrev då mycket väl om Dala vilket gjorde så att Nilsson började få upp ögonen för denna spelare.
Under Allsvenskan detta år gick det dåligt för AIK i början och till slut fick Dahlkvist chansen borta mot Örebro SK. Stefan Lundin gjorde AIK:s mål i en match som slutade 1-1 och Dala fick en del kritik och också stå över matchen mot Landskrona BoIS men fick spela igen mot Hammarby IF den 20 maj. Efter den matchen skrev Expressen att han var tvungen att höja sig för att fortsätta spela i startelvan då Sanny Åslund var på väg tillbaka. Men från och med matchen mot Hammarby skulle det dröja hela 12 år innan han lämnade startelvan och AIK. Mellan 1976 och 1987 missade Dala bara 2 matcher, kvalspel och SM-slutspel inräknat, båda på grund av sjukdom.
Matchen efter, hemma mot IF Elfsborg, kom Sven Dahlkvists första framgång. På sju matcher hade AIK bara tagit 4 poäng och inte vunnit en enda match och under de tre senaste matcherna hade AIK bara gjort ett mål. Men nu tog AIK sin första seger efter matchens enda mål av Dahlkvist. Efter matchen blev han hyllad och Expressen skrev nu att "prästens pojke får alla att tro på en ljus framtid".

### Storhetstiden i AIK
Sven Dahlkvists första riktiga genombrott fick han i finalen av Svenska cupen 1975/1976 då laget besegrade Landskrona BoIS med 3-0 på Råsunda. 1-0-målet gjorde Rolf Zetterlund efter ett snyggt framspel av Dala och 2-0 gjorde Dahlkvist själv och var även delaktig i 3-0-målet. Två saker som gjorde detta extra speciellt för Dala var att det var hans 21-årsdag samt att hans mor såg honom spela i AIK-tröjan för första gången.
Bland personerna som hyllade Dala för insatsen i cupfinalen var dåvarande förbundskaptenen Georg Ericson och Torsten Tegnér - som även höll ett tal efter matchen. Då pratade han om Sven Dahlkvist som AIK:s största spelare genom tiderna, vilket nästan var pinsamt då Dala bara hade spelat fem tävlingsmatcher för AIK. Men kanske såg han potentialen som fanns hos Sven Dahlkvist redan då - för han blev ju en av AIK:s största spelare genom tiderna.
Dahlkvist gjorde inte mål förrän 4 augusti 1976 i en match mot Halmstads BK då all uppmärksamhet riktades mot Sanny Åslund som var hemvändande proffs från Espanyol och Werder Bremen. Det var också Åslund och Dahlkvist som ordnade AIK:s snabbaste mål genom tiderna - direkt efter avspark skickades bollen upp mot Åslund som försökte lobba över målvaktet som räddade, men på returen kom Dala och gjorde 1-0 till AIK efter endast 20 sekunder.
Endast ett par veckor senare gjorde Dala sitt första och sista hat-trick i AIK - i derbyt mot Djurgårdens IF som slutade 5-0 till AIK. Ska man vara noga gjorde han även ett fjärde mål i derbyt - som dock avblåstes för offside.
1977 började en ny tränare i AIK, nämligen Gunnar Nordahl, som Sven Dahlkvist snabbt fick förtroende för. Dala fick fortsatt förtroende som forward med uppgift att göra mål. I match nummer två denna säsong gjorde han sitt första mål 1977 mot Östers IF i den 88:e matchminuten - ett mål som betydde 2-1 för AIK. Vid denna tid hade Dahlkvist hunnit bli "Dala" med AIK-publiken och AIK-spelarna.
Denna säsong var inte särskilt lyckad för AIK eller Dala, men den 23 augusti kom vändningen, i alla fall för Dala. AIK hade släppt in en massa mål de senaste två matcherna och skulle möta Djurgården. Eftersom Dala inte hade lyckats som center flyttades han ner till en backposition - och gjorde succé. AIK vann matchen med 2-0 och DN utsåg honom till planens bästa spelare. Med nöd och näppe klarade sig AIK också kvar i Allsvenskan 1977, och i Fotbollsallsvenskan 1978 hamnade man i mitten av tabellen efter en av Sven Dahlkvists bästa säsonger.
Säsongen 1979 började strålande bra för AIK med 10 segrar och en oavgjord på de elva träningsmatcherna innan Allsvenskan startade. AIK-supportrar, -ledare och -spelare vädrade guld - men en usel inledning vände på allt. 0-7 i målskillnad och tre förluster samt supportervåld gjorde att drömmarna omvandlades till mardrömmar. AIK åkte till slut ut ur Allsvenskan för blott tredje gången i klubbens historia.
1979 innebar ändå ett par positiva saker för Sven Dahlkvist - han debuterade i A-landslaget mot Sovjetunionen, en match som förlorades med 2-0. Efter säsongen var han även nära att flytta till nyblivna Europacupfinalisterna Malmö FF. Han hade till och med varit nere och tittat på hus i Malmö. När allt verkade klart ringde Dahlkvist Lennart Johansson och berättade hur det låg till. Johansson blev alldeles tyst och svarade inte på tal, vilket gjorde att Dahlkvist avböjde Malmö FF:s bud och stannade i AIK - ett lag som han hade lärt sig att älska.
Under säsongen 1980 var Sven Dahlkvist ledaren som ledde laget tillbaka till Allsvenskan 1981 - men det var ingen lätt väg de fick gå. Det blev visserligen storsegrar i de inledande matcherna, men var trots det fyra poäng efter serieledande Karlstad inför sommaren - och då fick man bara två poäng för vinst. Men efter ett träningsläger höjdes lagandan och AIK knöt ihop säcken efter suveränt spel. I en avgörande match mot Örebro SK vann AIK med 1-0 och var klart för Allsvenskan. Dahlkvist sjönk då ihop i omklädningsrummet och hade segertårar i ögonen då detta var en av hans lyckligaste stunder i AIK.
1981 tillträdde en ny tränare i AIK, nämligen Rolf Zetterlund. Rolf kände en stor säkerhet i Dahlkvist och blev hans extra hand och röst på planen. AIK gjorde en stabil säsong och var aldrig nedflyttningshotade. En bidragande orsak till detta var AIK:s försvar - Bernt Ljung var en skicklig målvakt och när man talade om AIK:s försvarslinje talade man om "Dalavallen". Oturligt nog fick Dalavallen sig ett avbräck när Bernt Ljung skadade sig allvarligt under försäsongen 1982, vilket gjorde att AIK fick kämpa hela denna upplaga av Allsvenskan för att hänga kvar. Till slut fick man spela kvalmatcher - mot Djurgården. Matchen på Stockholms Stadion slutade 2-1 till AIK och på Råsundastadion stod det 2-2 länge. Skulle Djurgården göra ett mål skulle de flyttas upp och AIK ner. Men AIK stod emot och fick spela i Allsvenskan året därpå.
1983 blev ett fantastiskt år för AIK och det roligaste för Sven Dahlkvist. Men det började inte bra då AIK låg långt ner i tabellen. Men i bortamatchen mot Mjällby AIF [källa behövs] vände allt - AIK vann med 6-0 och till slut vann AIK allsvenskan - men inte SM, då det detta år avgjordes SM via slutspel, då man åkte ut mot IFK Göteborg. 1984 började som det förra året slutade och mellan 1 augusti 1983 och 12 augusti 1984 förlorade AIK inte en enda match. Till slut blev laget tvåa i Allsvenskan och så åkte man ut mot IFK Norrköping i slutspelet. 1984 vann Dahlkvist guldbollen, den finaste utmärkelse en svensk fotbollsspelare kan få.
Vid denna tid var han inte bara en klippa i AIK utan även i svenska landslaget och åren 1982 till 1985 spelade han alla A-landskamper alla 90 minuter. Men efter 1985 blev det inga fler landslagsmatcher för Dala och trots att den nye förbundkaptenen Olle Nordin sa att alla skulle få chansen fick Dala se matcherna från bänken.
Men i AIK gick det lite bättre för Sven Dahlkvist. Visserligen missade man SM-slutspelet 1985. I den näst sista matchen var man tvungna att vinna och man gjorde det efter en vändning och sedan vann man även den sista matchen mot IFK Norrköping - men det hjälpte inte, då IFK Göteborg gick förbi AIK i sista minuten efter en straff. Men tidigare, under sommaren, hade man vunnit Svenska cupen efter en finalseger över Östers IF. Året därpå gick det också mycket bra för AIK och de nådde SM-final efter att ha slagit ut Göteborg i semifinalen. I finalen mot Malmö FF började det bra, man vann den första matchen på Stockholms Stadion (Råsundas gräsmatta gjordes om) med 1-0 men föll ihop totalt i bortamatchen och förlorade med 5-2.

### Tiden i Örebro SK
Sven Dahlkvist kom aldrig närmare ett SM-guld än detta. För 1987 började en nedförsbacke för AIK, då man 1987 och 1988 var nära att bli degraderade igen - men det sista året behövde Dala aldrig uppleva. För inför stora rubriker gick Sven Dahlkvist till Örebro SK. Det första året, 1988, var han med om att spela upp Örebro i Allsvenskan 1989 och det var den första allsvenska säsongen med Örebro som han var med om en mycket konstig upplevelse. AIK gästade Örebro på Eyravallen och AIK-supportrarna hejade och sjöng ramsor om Dala som spelade i motståndarlaget. Dala fortsatte som spelare i Örebro till och med 1992.

### Efter spelarkarriären
Han fortsatte att vara engagerad i fotbollen genom att vara tränare och klubbdirektör i Örebro till och med 1999. Åren 2000-2001 ansvarig för Eskilstunas fotbollsakademi, åren 2001–2002 var han tränare för Eskilstuna City FK, år 2003 blev han ordförande i klubben Hidingsta IK. Åren 2002–2004 var han områdeschef på bemanningsföretaget Manpower. Åren 2004–2022 var han distriktschef och senare regionchef för studieförbundet Sensus Svealand. Sedan 2018 är han bosatt i Vällingby i västra Stockholm.

## Meriter
- 39 A-landskamper
- Guldbollenvinnare: 1984